# David Munrow
David Munrow (Birmingham, 1942 - 1976) fue un músico inglés e historiador de música antigua.

## Biografía
Nacido en la ciudad de Birmingham, su padre, Albert Munrow, era catedrático e instructor de educación física en Birmingham University y escribió un libro sobre el tema. David Munrow asistió a la King Edward's School hasta 1960, donde se graduó. Interpretaba diestramente el fagot, la flauta dulce y el piano.
En ese año, viajó a Perú como profesor de inglés del British Council en calidad de misionero voluntario. En Sudamérica, sintió gran fascinación por la exótica música de los indígenas. Retornó entonces a Inglaterra con distintos y extraños instrumentos de viento, entre ellos diversas flautas indígenas de Perú y Bolivia.
En 1976 publicó su libro Instrumentos de la Edad Media y el Renacimiento. Instrumentista de gran capacidad, aprendió por su cuenta a tocar varios instrumentos antiguos. Poseía un inusitado talento para los instrumentos de viento, con particular inclinación por la flauta de pico o flauta dulce. Sus grabaciones al respecto son muestra evidente de su talento e interés por la divulgación de técnicas e instrumentos antiguos.
En 1967 fundó con Christopher Hogwood la agrupación Early Music Consort of London, con quienes interpretó un variado repertorio antiguo, como obras sacras de la Edad Media, música de las Cruzadas, anónimos italianos, alemanes y franceses, obras de Henry Purcell, etc. Entre los muchos artistas que trabajaron en la agrupación figuran Nigel North y Robert Spencer, como laudistas, y James Bowman, contratenor, entre muchos otros.
En 1976 David Munrow se suicidó ahorcándose, al parecer por una grave depresión causada por una pérdida familiar de la que nunca pudo recuperarse.

## Discografía
- French Court Music of the Thirteenth Century (1967)
- Music from the 100 Years War (1968)
- Music from the Decameron (1969)
- 16th Century Italian Dance Music (1970)
- Music from the Court of Burgundy (1971)

### Grabaciones de The Early Music Consort, dirigido por David Munrow
- Ecco la primavera - Florentine Music of the 14th Cent (1969)
- Music of the Crusades (1970)
- The Triumphs of Maximilian I (1970)
- Music for Ferdinand and Isabella of Spain (1972)
- The Art of Courtly Love (1973)
- Praetorius - Dances and Motets (1973)
- Music of Guillaume Dufay: Missa "Se La Face Ay Pale" (1974)
- Instruments of the Middle Ages and Renaissance (1976)
- Monteverdi's Contemporaries (1976)
- Greensleeves to a Ground (1976)
- Festival of Early Music - Music from 14th Century Florence, Music of the *Crusades & The Triumphs of Maximilian (1976)
- Henry Purcell: Birthday Odes for Queen Mary (1976)
- The Art of the Netherlands (1976)

### The Young Tradition and Early Music Consort
- Galleries (1968)

### The Round Table & David Munrow
- Spinning Wheel (1969)
- Saturday Gigue/Scarborough Fair (single) (1969)

### Shirley and Dolly Collins & the Early Music Consort of London
- Anthems in Eden (1969)

### Royal Shakespeare Wind Band, dirigida por Guy Wolfenden
- Music From Shakespeare's Time (1969)

### David Munrow, Gillian Reid, Christopher Hogwood
- Pleasures of the Court - Festival dance music by Susato & Morley (1971)

### David Munrow, Oliver Brookes, Robert Spencer, Christopher Hogwood
- The Amorous Flute (1973)

### David Munrow como solista o con otros
- Telemann: Suite for Recorder and Orchestra, Concerti for Recorder and *Orchestra by Sammartini and Handel
- The Art of the Recorder (1975)
- The Art of David Munrow (1971 - 1976)

### Música para la radio, la televisión y el cine
- The Six Wives of Henry VIII (BBC TV) (1970)
- Elizabeth R (BBC TV) (1970)
- The Devils (directed by Ken Russell) (1971)
- Henry VIII and his Six Wives (1972)
- Zardoz (directed by John Boorman) (1973)
- Tolkien's The Hobbit (BBC radio) (1973)
- La Course en tête. Documentary on Belgium Cyclist Eddie Merckx (1974)

- Datos: Q933070